# Stržen (Cerknica)
Stržen je južni pritok Cerkniškega jezera. V začetnem toku nosi tudi ime Jezerščica.
Njegovi večji pritoki so Laški potok (Laški studenec), Beli breg, Lipsenjščica (s pritokom Gorički Brežiček), Žerovniščica (s pritokoma Grahovščica in Martinjščica) ter Marija Magdalena.